# Boby Lapointe
Robert Lapointe (Pézenas, 16 de abril de 1922 - 29 de junio de 1972), más conocido por el nombre de Boby Lapointe, fue un cantante francés famoso por sus textos humorísticos y sus juegos de palabras y calambures.

## Biografía
Boby Lapointe nació en Pézenas, en el departamento de Hérault. Pronto aprendió solfeo y a tocar el violín. Fue un estudiante brillante que se interesó por la ingeniería. Preparó los exámenes de ingreso para la École centrale Paris y la École nationale supérieure de l'aéronautique et de l'espace, pero tuvo que abandonar sus estudios al ser enviado a Alemania en 1943 para la realización de trabajos obligatorios. De allí se fugó ese mismo año y encontró luego trabajo como buceador en La Ciotat, un suburbio de Marsella, en 1944. En 1946 se casó con Colette Maclaud y se residenciaron en Pézenas, donde Lapointe trabajó con su padre François Ernest en el negocio familiar, comerciando con productos agrícolas. Boby y Colette tuvieron dos hijos, Ticha y Jacky, nacidos en 1948 y 1950, respectivamente. 
Su primer trabajo publicado, Les douze chants d'un imbecile, apareció en 1951. Estaba compuesto por trece textos de los cuales algunos se convirtieron posteriormente en canciones. Con su familia se trasladó a París y abrió una tienda de moda y ropa para bebés, al tiempo que seguía escribiendo y produciendo obras teatrales. Luego trabajó como instalador de antenas de televisión y comenzó también a cantar. El 28 de abril de 1956 Colette y Boby se divorciaron.
La fama de Boby Lapointe creció cuando el actor Bourvil cantó su canción Aragon et Castille en la película Poisson d'avril, de 1954. En 1960, el director de cine François Truffaut le ofreció un papel en Tirez sur le pianiste, donde interpretó Framboise, acompañado por Charles Aznavour al piano. Este fue el inicio de una carrera que lo llevó a interpretar en importantes escenarios de toda Francia. Su carácter alegre le granjeó la amistad de Anne Sylvestre, Raymond Devos, Jacques Brel y Georges Brassens.
Boby Lapointe murió el 29 de junio de 1972, en su ciudad natal, víctima de un cáncer.